# Sekundärmetaboliten
Sekundärmetaboliten (sekundäre Metaboliten bzw. sekundäre Stoffwechselprodukte, auch spezialisierte Metaboliten, grammatikalisch falsch oft Sekundärmetabolite (ohne -n)) sind chemische Stoffe (Naturstoffe), die von Pflanzen, Bakterien, Pilzen oder Tieren (z. B. Insekten, Schwämmen, Weichkorallen) produziert werden, für deren Wachstum und Überleben unter idealisierten Bedingungen aber nicht notwendig sein dürften (im Gegensatz zu den Primärmetaboliten wie z. B. Aminosäuren oder Zucker). Darüber hinaus wird das Wort Sekundärmetaboliten auch für Sekundäre Pflanzenstoffe verwendet.

## Eigenschaften
Sekundärmetaboliten entstehen durch spezifische Stoffwechselprozesse, oft auch erst auf einen Stimulus hin, wie Infektion, UV-Strahlung oder Temperaturwechsel. Sekundärstoffe werden oft in speziellen Organen oder Organellen produziert und gespeichert (z. B. in Pflanzen in Vakuolen oder Blatthaaren (Trichomen)), oder sie werden als Stoffwechselendprodukte per Exkretion ausgeschieden.
Während manche Sekundärmetaboliten aufgrund ihrer vielfältigen Wirkungen für den Menschen u. a. in der Medizin von außerordentlichem Interesse sind, ist der Nutzen mancher Sekundärmetaboliten für den Produzenten (Pflanze, Bakterium, Pilz) häufig nicht eindeutig geklärt. Viele dienen zur chemischen Verteidigung gegen konkurrierende oder pathogene Organismen (z. B. antibiotisch wirkende Stoffe) oder als Signalstoffe zur Steuerung biologischer Funktionen. Bei anderen wie Farben oder Duft- und Geschmacksstoffen dienen sie der Kommunikation, häufig über Artgrenzen hinweg (interspezifisch). Sekundärmetaboliten sind somit nicht wirklich zweitrangig, da sie Vermehrung, Verteidigung und Umweltanpassung der Produzenten dienen, weshalb heutzutage besser von spezialisierten Metaboliten gesprochen wird. Sie sind damit gewöhnlich auch nicht ein Überbleibsel des jeweiligen Evolutionsprozesses, sondern für das Überleben und die Fortpflanzung der Organismen unter realen Bedingungen oft zwingend erforderlich. Viele der wertgebenden Eigenschaften von Menschen genutzter Organismen beruhen vollständig oder überwiegend auf spezialisierten Metaboliten, so die Bitterstoffe des Hopfens, die Aromen der Tees, oder die Wirkstoffe aller Medizinalpflanzen. Beispiele sind Morphin gegen Schmerzen aus Schlafmohn, Artemesinin gegen Malaria aus chin. Beifuß oder Taxol(R) gegen Krebs aus der pazifischen Eibe. 
In der Biotechnologie wird die mikrobielle Produktion von Sekundärmetaboliten gezielt genutzt, z. B. durch Auswahl geeigneter Bakterien- bzw. Pilzstämme (Hochleistungsstämme, Hochleistungsmutanten), optimierte Fermentationsbedingungen oder Zugabe von chemischen Stoffen während der Wachstumsphase (vorläuferdirigierte Biosynthese). Moderne Verfahren nutzen auch gentechnologische Optimierung oder  synthetische Biologie. Sekundärmetaboliten sind dabei häufig biologische Wirkstoffe, wie z. B. Antibiotika, Toxine, Insektizide oder Botenstoffe und haben deshalb teilweise große wirtschaftliche Bedeutung erlangt. Eines der bekanntesten Beispiele für den Nutzen von Sekundärmetaboliten ist die von Alexander Fleming 1928 entdeckte wachstumshemmende Wirkung des Penicillins aus dem Schimmelpilz Penicillium notatum auf Bakterien, die die Grundlage der Antibiotika-Behandlung bildet.